# Milan Pol
Milan Pol (* 21. dubna 1961 Velké Meziříčí) je český vysokoškolský pedagog v oboru pedagogika a autor řady knih a článků z tohoto oboru. Je šéfredaktorem časopisu Studia paedagogica, členem redakční rady časopisu Pedagogická orientace a členem výkonné rady časopisu Pedagogika.
V letech 1983 až 1988 vystudoval ruský jazyk a pedagogiku na Filozofické fakultě UJEP v Brně. V roce 2000 získal titul docent. V letech 2000 až 2014 byl vedoucím Ústavu pedagogických věd Filozofické fakulty Masarykovy univerzity. Od roku 2009 je profesorem pedagogiky.
V letech 2010 až 2014 byl proděkanem Filozofické fakulty Masarykovy univerzity pro vědu a doktorské studium. Dne 26. února 2014 byl zvolen jejím děkanem, funkce se ujal 1. dubna 2014 a setrval v ní dvě volební období do roku 2022.